# Ingénierie pédagogique
Pour un article plus général, voir Ingénierie en développement des compétences.
L'ingénierie pédagogique consiste à étudier, concevoir, réaliser et adapter des dispositifs d'enseignement, des formations, ou des cours.

## Définition
L’ingénierie pédagogique est une démarche structurée composée d’un ensemble d’étapes dont le but est de concevoir, d’aménager ou de transformer un dispositif de formation en vue de favoriser l’apprentissage,.
L'ingénierie pédagogique est caractérisée par 5  éléments principaux à savoir : les objectifs pédagogiques, les méthodes d'enseignement et  activités d'apprentissage, les modalités d’évaluations et les contenus de formation.
Le travail d’ingénierie pédagogique est composé des étapes suivantes : 
- l’analyse et la clarification des contraintes et du contexte, l’analyse des besoins, de l'existant et des moyens
- la construction du scénario pédagogique : formulation des objectifs, choix des contenus, des activités d'apprentissage et d'évaluation, la scénarisation du déroulement (planification, différentes parties, activités des apprenants et des enseignants/formateurs, matériel)
- le développement : contenus, activités, consignes...
- l’animation ou l’observation de l'animation avec les apprenants
- l’évaluation par une analyse du dispositif mis en oeuvre et définition des pistes d'amélioration.
L'ingénierie pédagogique :
- Suppose un travail de synthèse, qui intègre les apports des experts[4]
- Étudie un projet pédagogique sous ses aspects techniques, économiques, financiers, monétaires et sociaux[5].
- Regroupe l'ensemble des méthodes et des outils permettant d'apprendre[6], adaptées à un public-cible avec des objectifs pédagogiques clairement définis[7].
- Vise à l'adaptation, voire à la création de méthodes et d'outils pédagogiques dans une logique d'optimisation des itinéraires de formation et des coûts[8]
- Est au confluent du design pédagogique et de l’ingénierie cognitive[9].

L’ingénierie pédagogique trouve tout son intérêt lorsqu'il y a :
- Gestion d'un projet de formation sur et entre les 3 entités du triangle d'apprentissage, celle du formé-apprenant, celle des savoirs, celle du formateur-facilitateur
- Gestion du schéma des 3 unités, celle du temps (formation synchrone / asynchrone), celle du lieu (formation en présentiel (face-à-face) / à distance) et celle de l'action (formation individualisée / collective)
- Gestion des dispositions à l'acte d'apprendre (utilisation des technologies ou non, formation informelle ou formelle, accompagnement ou remédiation, etc.)

Différents termes sont utilisés, tant en français (ingénierie pédagogique, design pédagogique, plan pédagogique, conception de séquences d’enseignement, conception de systèmes de formation) qu'en anglais (Instructional Design, Instructional Systems Design, Instructional Development, Instructional Design and Development, Learning Design, Training Design, Instructional Technology).
Le design pédagogique est la traduction du terme instructional design dans son sens rudimentaire (sans génie), axé davantage sur le lien entre forme et fonction pédagogique. Certains auteurs pensent que les deux termes sont des sortes de synonymes, le design pédagogique serait en évolution, intégrant de plus en plus de principes et de pratiques au génie. D'autres voient là, la création d'un nouveau domaine, celui de l'ingénierie pédagogique, ayant pour fondement le design pédagogique et l’ingénierie cognitive. Il a un consensus sur l'évolution du design pédagogique vers l'ingénierie pédagogique, mais il y a encore débat sur 1 ou 2 domaines distincts.
Concrètement, dans les pays anglophones on utilise surtout le terme instructional design, tandis qu'en francophonie on utilise principalement le terme "ingénierie pédagogique".

## Modèles
L'ingénierie pédagogique transforme les données entrant de la formation (cahiers des charges, objectifs de formation, ressources, etc.) en données sortant pour l'organisation pédagogique (objectif pédagogique, méthode, outils, etc.). S'il existe de nombreux modèles, le modèle Analysis Design Development Implementation Evaluation (ADDIE) est le plus reconnu,.

### Modèle générique: ADDIE
La collaboration entre l'Université de Floride Base du modèle et l'United States Army en 1975 a permis le développement du modèle Systems Approach to Training (SAT) ou Instructional Systems Development (ISD), base du modèle générique ADDIE,.

### Modèles orientés sur l'individu: vers un outil de formation
- Gerlach et Ely (1980)
- Morrison, Ross et Kemp (1994), appelé «MRK»
- Heinich, Molenda, Russell et Smaldino (1996) : ASSURE
- Reiser and Dick (1996)

### Modèles orientés sur la production: vers un matériel de formation
- Van Patten (1989)
- Leshin, Pollock et Reigeluth (1990)
- Bergman and Moore (1990)

### Modèles orientés sur le système: vers un programme de formation
- National Special Media Institute (1971) : Instructional Development Institute (IDI)
- Branson, (1975). Interservices Procedures for Instructional Systems Development (IPISD)
- Diamond (1989)
- Smith and Ragan (1993), appelé "SR"
- Gentry (1994) : Instructional Project Development and Management (IPDM)
- Dick et Carey (1996), appelé "DC"
- Lebrun et Berthelot (1994)
- Paquette (2002) : MISA

### Modèles non classés
- Kaufman : OEM (Organizational Elements Model)
- Gagné : NEI (Nine Events of Instruction)
- Keller : ARCS
- Mager : CRI (Criterion Referenced Instruction)
- Merriënboer : 4C-ID
- Tripp et Bichelmeyer : RP (Rapid Prototyping)

## Phases

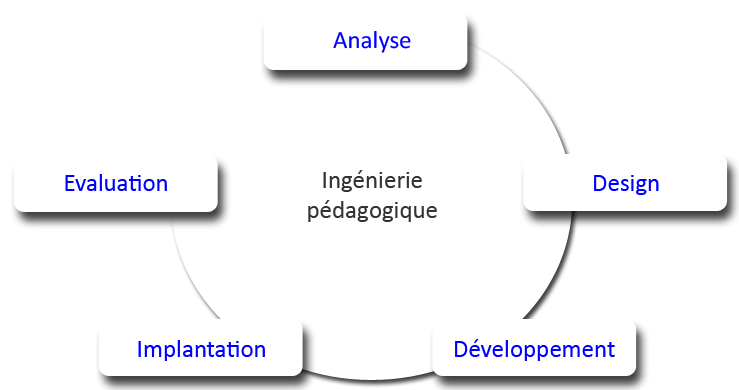
Modèle générique : ADDIE

En général il y a cinq phases pour conduire un projet pédagogique (basées sur le modèle ADDIE). La première "phase", "étape" ou "jalon" consistera à analyser la situation de départ par un diagnostic, la seconde, à concevoir un design du dispositif, la troisième, à développer des outils et supports, la quatrième, à conduire l'action de formation, enfin la cinquième, à évaluer et en réguler le fonctionnement. Dans la réalité ces phases ne s'appliquent pas de manière linéaire mais plus ou moins simultanément avec des rétro-actions.

### Phases d'analyse
Cette phase consiste en une analyse préliminaire de la demande de formation, une identification globale du travail de design à accomplir minutieusement :
- Les besoins de formation découlant des analyses de l'ingénierie de formation, c'est-à-dire les compétences visées ainsi que leurs modalités d'évaluation
- Les caractéristiques du public
- Les moyens du projet, c'est-à-dire les ressources et les contraintes.

### Phases de design
Cette phase vise à formaliser les données de la phase "analyse" en projet pédagogique ou en cahier des charges (pour une action de grande ampleur). En voici les éléments : 
- Les compétences sont transformées en objectifs pédagogiques (ou objectifs d'apprentissage). Un bon objectif pédagogique doit être énoncé de manière univoque, décrire un résultat observable, avec les conditions d'observation et les critères d'évaluation de l'effet observé.
- Les stratégies pédagogiques, il s'agira de choisir le dispositif, son cadre spatio-temporel et technologique.
- Les moyens pédagogiques (ou médias d'apprentissage) regroupent les techniques (exposé, test, brainstorming, jeu de rôle, simulation, tutorat, coaching…), les outils et supports (manuel, transparent, visioconférence, cours en ligne, forum, didacticiels…) associées aux situations (en face-à face, en sous-groupe, en situation de travail…).

### Phases de développement
Cette phase concerne la construction des outils et supports de formation, c'est-à-dire leur identification et/ou élaboration. Il existe deux types de développement suivant leur ampleur :
- Elle sera une phase "simple" si elle concerne le développement des techniques et outils habituels du formateur. Elle portera sur leur préparation ou leur révision.
- En revanche, lors d'un grand projet de formation, utilisant les technologies de l'information et de la communication (TIC), elle sera une phase "complexe". Ici, il y aura la naissance d'un sous-projet, celui de développement d'outils utilisant les TIC. Il se fera en quatre opérations caractéristiques de la conduite de projet : la sélection du contenu à médiatiser, la scénarisation des activités pédagogiques, la fabrication des ressources et le contrôle (ou évaluation) des usages des ressources.

### Phases d'implantation
Cette phase consiste à diffuser le système d’apprentissage disponible aux apprenants. Elle se déroulera sur deux plans selon la position de l'acteur concerné par cette phase (formateur, responsable pédagogique…) :
- Celui de l'animation de la communication et de la relation pédagogique (point de vue direct). Il existe différentes typologies des modes d'intervention pédagogique : style pédagogique (Altet), modes de travail pédagogique (Lesne), modalités de communication pédagogique (Leclercq), perspectives sur l'enseignement (Pratt), etc.
- Celui du suivi  de l'action pédagogique (point de vue externe). Exemples : contacts avec les intervenants, logistique, gestion courante de l'action, suivi des présences, etc.

### Phases d'évaluation
Cette phase permet d'évaluer le dispositif pédagogique, ce qui permet de le réguler. Des évaluations peuvent être faites à différentes phases du processus de design pédagogique et/ou à la fin du processus. Rappelons-le, l'ingénierie pédagogique vise, entre autres, à l'optimisation du rapport résultats attendus / coûts de la formation. Aussi, cette appréciation de la productivité pédagogique de l'action se fait grâce à deux facteurs :
- Les facteurs de résultat qui sont les évaluations d'une action de formation, comme les taux de participation, la satisfaction des usagers (représentations…), le transfert des compétences (exploitation des acquis…), etc.
- Les facteurs de coût qui sont les coûts de la formation, comme les coûts directs (salaires des formateurs, équipement, etc.), de participation (déplacement, hébergement…), de structure (locaux, frais généraux…), etc.

## Outils et méthodes
La formalisation et l'organisation des informations peuvent être facilitées en utilisant une carte heuristique (mind mapping).
Les méthodes d'ingénierie des exigences peuvent être appliquées à l’ingénierie de formation. Elles permettent de garantir la complétude du matériel de formation et regard des documents de référence. Elles permettent également d'analyser les impacts des modifications des documents de référence sur le matériel de formation. Les outils de gestion d'exigences dans un référentiel documentaire automatisent la vérification de la complétude et l'analyse d'impact.